# 3,2,1 (24K純金痞孩歌曲)
〈3,2,1〉是美國歌手24kGoldn創作的歌曲。於2021年2月19日發布並收錄在他的首張錄音室專輯《黃金國度》。

## 發行和MV
24kGoldn在2021年2月10日回復了粉絲在Instagram上的貼文評論。他暗示了各種歌詞，並在五天後透過社交媒體宣布了這首歌的發佈。
這首歌的官方音樂錄影帶由奧斯汀·彼得斯（Austin Peters）執導，並於2021年2月19日發行時首播。